# Biloxi-Ofo jezici
Biloxi-Ofo jezici (), naziv za jednu podskupinu jugoistočnih siouanskih jezika koji su se nekada u domorodačkoj Americi govorili na donjem Mississippiju uz zaljev Biloxi i donjoj Pascagouli. Obuhvaća jezike plemena Biloxi i Ofogoula ili Ofo iz Mississippija, to su biloxi [bll] i ofo [ofo] koji asa jezikom tutelo čine širu skupinu jugoistočnih siouanskih jezika.
Jezik biloxi dokumentirao je američki etniolog i jezikoslovac James Owen Dorsey. potraga za govornicima 1934. bio je bezuspješan, osim kraćeg popisa riječi sakupljenog od jedne žene koja je ovaj jezik govorila u svojoj mladosti. O jeziku ofo postoji tek rječnik sakupljen 1908. od jedne žene koja je živjela među Tunica Indijancima u Louisiani. Nešto potomaka ovih plemena danas govori engleski.

## Vanjske poveznice
- Ethnologue (14th)
- Ethnologue (15th)